# Papir 121
El papir 121 (en la numeració Gregory-Aland), designat per 𝔓 121, és una còpia antiga del Nou Testament en grec. És un manuscrit en papir de l'Evangeli de Joan. Els textos supervivents de Joan són només fragments dels versos 19:17-18,25-26. Es troben en estat molt deteriorat. El manuscrit ha estat datat del segle iii per l'⁣Institut de recerca Textual del Nou Testament.
Actualment, el manuscrit es troba a les sales de papirologia de la Biblioteca Sackler d'⁣Oxford amb el número de prestatge P. Oxy. 4805.

## Descripció
El manuscrit està escrit de manera irregular, els espais entre lletres no són iguals. Tot i que el text és molt petit, conté dos dels Nomina sacra: ΙΣ i ΜΗΙ (cas datiu de ΜΗΡ). A sobre de la lletra iota dos punts (dièresi). A la pàgina recto, en la línia inferior, des de l'esquerra un escrivà no va utilitzar la lletra iota a la paraula και (i), tot i que va inserir la dièresi a sobre de la lletra alfa. Possiblement és un error d'escrivà.

## Text
El text grec del còdex és massa breu per determinar el seu caràcter textual. No es pot col·locar a cap de les categories de manuscrits del Nou Testament. Conté només 20 lletres del dret i 18 cartes al revers.
| Pàgina del dret de 𝔓 121                                                                                                | Pàgina del revers de 𝔓 121 |
| --- | --- |
| νιου Τοπον ο λεγεται Ε βραιστι Γ ολγοθα οπου αυτον εσταρωσα ν και με τ' αυτου αλλους δυο εντευθεν κ α εντευ θεν μεσον   | η ΙΣ ουν ι δων την μητερα και τον μα θητην π αρεστωτα ον ηγαπα λεγ ει τη ΜΗ Ι Γυναι ιδε ο υιος                                    |
| ...lloc, que s'anomena en hebreu Golgotha. Allà el van crucificar i amb ell dos més, un a banda i banda, i Jesús al mig | Quan Jesús va veure la seva mare i el el disciple a qui estimava a prop, ell va dir a la seva mare: "Dona, vet aquí el teu fill!" |

En color vermell falten lletres.